# Calliloncha
Calliloncha is een geslacht van weekdieren uit de klasse van de Gastropoda (slakken).

## Soorten
- Calliloncha iturupi Lus, 1983
- Calliloncha knudseni Bouchet & Warén, 1986
- Calliloncha nankaiensis Okutani & Iwasaki, 2003
- Calliloncha solida Lus, 1978